# Cathédrale Nuestra Señora del Pilar
Ne doit pas être confondu avec Basilique de Nuestra Señora del Pilar de Saragosse.
La « cathédrale Nuestra Señora del Pilar ou « cathédrale de Justo » est un édifice à vocation religieuse construit principalement en matériaux de récupération,, semblable à une grande cathédrale, située à Mejorada del Campo dans la communauté de Madrid, en Espagne.
Elle est en cours de construction depuis 1961, à l'initiative de Justo Gallego Martínez, décédé le 28 novembre 2021. Bien que son constructeur l'appelle « cathédrale », ce n’est pas un lieu de culte, puisqu’elle n'est ni consacrée ni reconnue comme telle par le diocèse d’Alcalá de Henares[réf. nécessaire].

## Historique
Justo Gallego Martínez entre comme novice à l'abbaye de Huerta en 1953, mais il doit le quitter en 1961, ayant contracté la tuberculose. Soigné dans un couvent, il guérit, et décide alors de construire une église pour remercier Dieu,,.
Il commence à construire sa « cathédrale » sur un terrain appartenant à sa famille, le 12 octobre 1961. Il la dédie à la Vierge du Pilier. Il l'érige peu à peu, vendant des terres du patrimoine familial dont il dispose, et grâce à des dons privés. Justo, à l’exception de quelques aides sporadiques, a tout réalisé par ses propres moyens, sans aucune formation dans la construction. En outre, il n’existe ni projet officiel, ni aucun plan de l'édifice[réf. nécessaire].
Les habitants de Mejorada del Campo appellent l'édifice la « cathédrale de Justo » ou « la ruine »[réf. nécessaire], elle fait la renommée de cette localité située à 20 kilomètres de Madrid. En 2005, une campagne publicitaire de la boisson Aquarius eut une répercussion internationale faisant connaître l’existence de l’édifice. Le musée d'art moderne de New York lui consacra une exposition photographique.

## La cathédrale

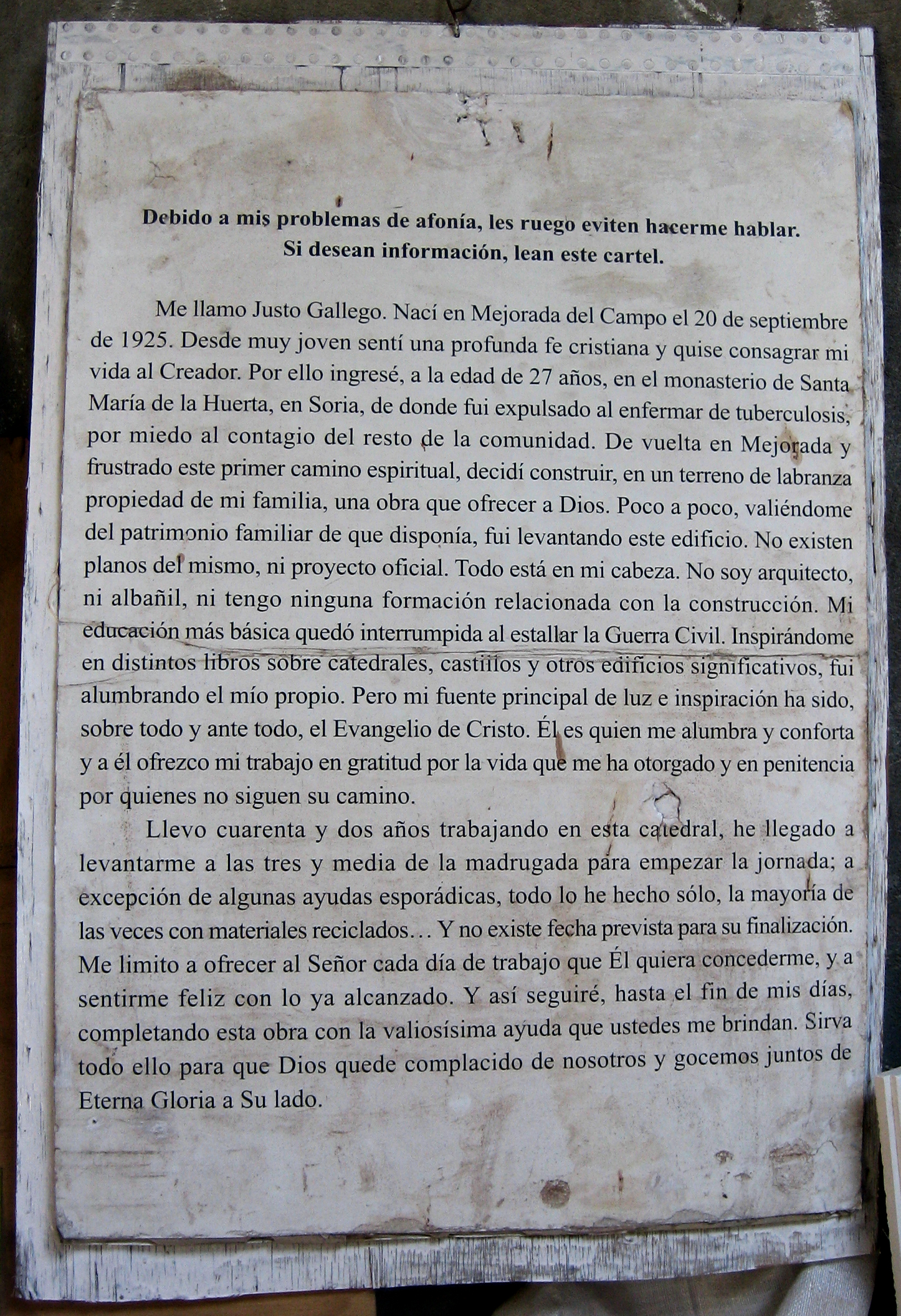
Affiche de Justo Gallego, comme une autobiographie, à l'intérieur de sa « cathédrale ».

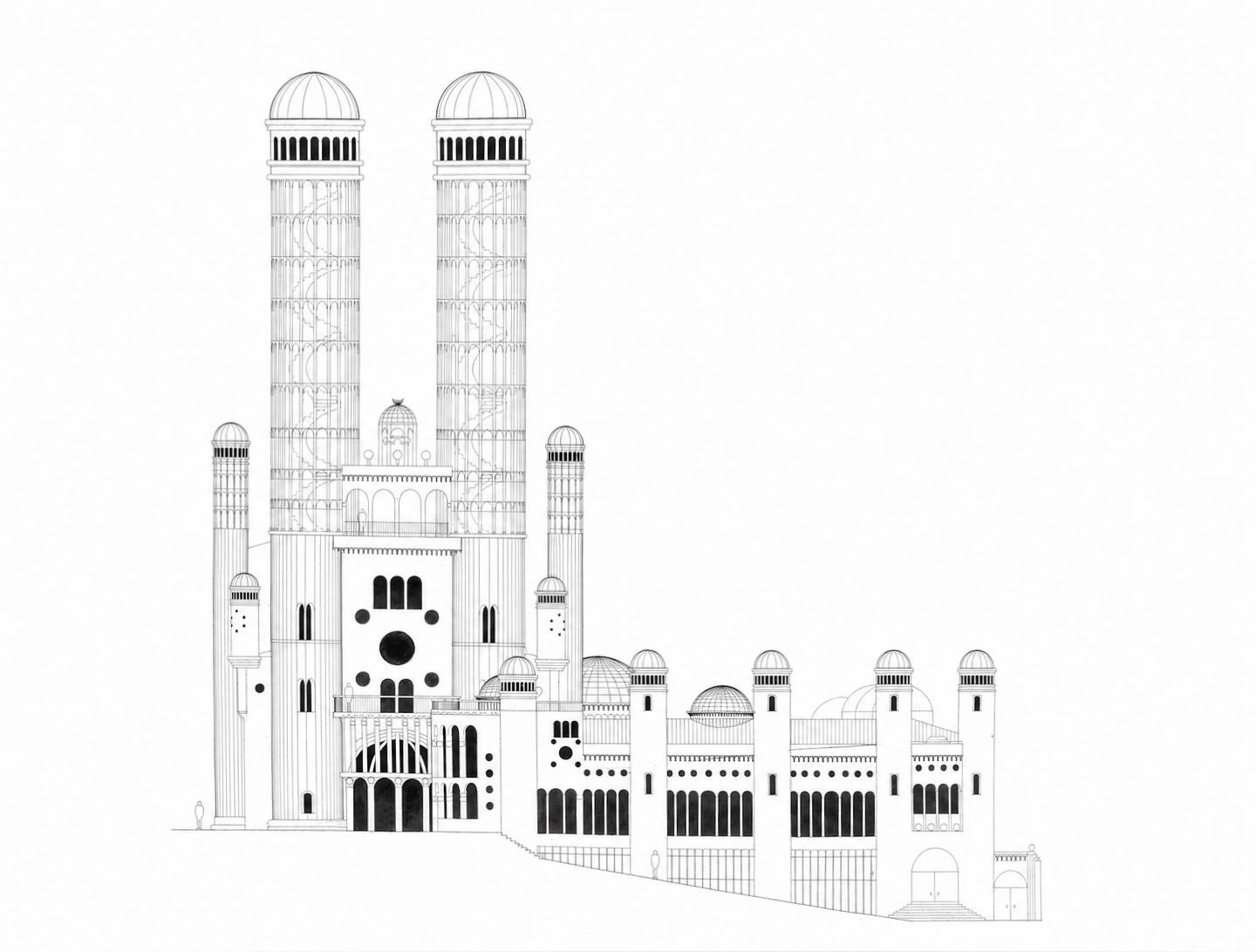
Image du plan d'élévation de l'édifice.

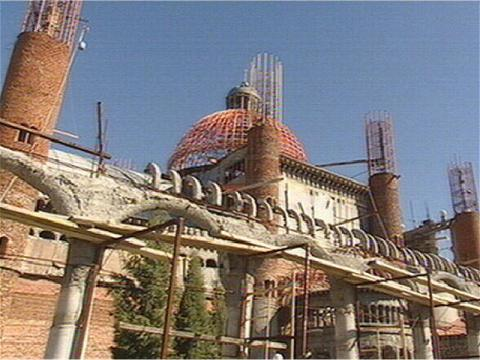
Cathédrale Nuestra Señora del Pilar, vue latérale.

Elle occupe un terrain de 4 740 m2. En 2016, l'édifice atteint 35 mètres de haut du niveau d'élévation du rez-de-chaussée au sommet du couronnement du dôme.
Elle comporte tous les éléments d'une cathédrale classique : crypte, cloître, escalier, arcades, portique, escaliers en colimaçon, etc. L'œuvre est dédiée à la patronne de l'Hispanité, la Vierge du Pilier. Elle est construite avec des matériaux donnés par des entreprises et des particuliers, dont une majeure partie de matériaux recyclés. Elle utilise tant des objets de la vie quotidienne que des matériaux mis au rebut par des entreprises de construction et une briqueterie proche. Pour réaliser les colonnes Justo utilise de vieux bidons d'essence comme moules, pour les piliers il utilise des bidons de chocolat en poudre remplis de béton et une roue de bicyclette tient lieu de poulie.
L'édifice atteint 50 m de long et 30 m en hauteur. Il est constitué d'éléments d'architecture chrétienne incluant un baptistère et un cloître.

## Dans la culture
Pan seco (Espagne, 2020) est un documentaire réalisé par Román Cadafalch et Cadhla Kennedy. Il présente le quotidien de cet espace particulier à la périphérie de la grande capitale espagnole. Avec des touches de surréalisme, l'histoire plonge dans la psyché de ces deux personnages ambivalents qui composent le microcosme bizarre de la « Cathédrale de la Foi »[pas clair].

### Filmographie
- « Catedral, documentaire de Aliocha et Alessio Rigo de Righi[[Catégorie:Italique à vérifier dans un paramètre de modèle]] » (présentation de l'œuvre), sur l'Internet Movie Database